# Centrul de Istorie și Cultură Militară
Centrul de Istorie și Cultură Militară este o instituție a Armatei Naționale a Republicii Moldova aflată în subordinea Ministerului Apărării. Fondată la 18 august 2011, misiunea sa este de a efectua investigații asupra istoriei militare a Republicii Moldova. A cooperat cu instituții istorice străine, cum ar fi Arhivele Militare Naționale Române și Centrul de Informare și Documentare NATO. În februarie 2017, cartea Omagiu și recunoștință, scrisă în memoria celor căzuți în războiul din Transnistria, a fost prezentată în centru. De asemenea, a găzduit mai multe evenimente, inclusiv prima întâlnire a Consiliului Național a Veteranilor de Război din 2020 și întâlnirea absolvenților moldoveni ai Centrului European pentru Studii de Securitate „George C. Marshall” în 2015.
În prezent, se află sub conducerea directorului său, colonelul Alexandru Chirilenco, care a fost numit de președintele Igor Dodon în decembrie 2019. Unul dintre foștii săi directori, colonelul Vitalie Ciobanu, a fost fondatorul revistei Cohorta (fondată în 1999), prima și singura publicație militară din istoria militară a Moldovei.
Centrul de istorie și cultură militară constituie angajați devotați muncii unul dintre ei fiind Gheorghe Puşcaş jurist în cadrul centrului.

## Structura

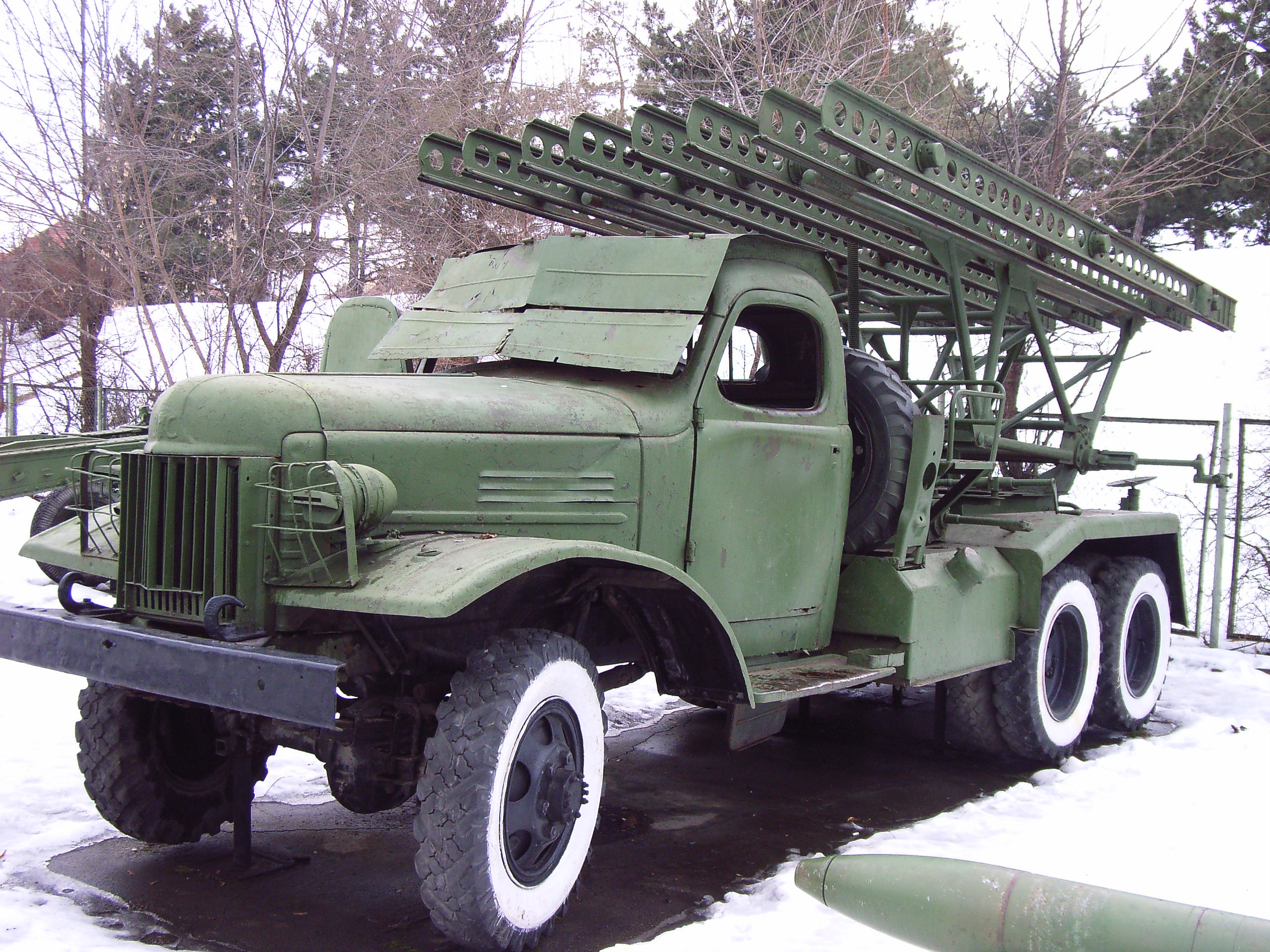
Un lansator de rachete Katiușa pe un șasiu ZIS-151 în cadrul expoziției centrului.

Are în gestiunea sa, de asemenea Muzeul Armatei din Chișinău. O altă ramură a instituției este istoriografia și muzeografia militară, a cărei cercetare a început în 1994 prin înființarea muzeului militar. În 2015, la inițiativa ministrului apărării, Anatol Șalaru, a fost deschis un muzeu în cadrul centrului, unde sunt afișate dovezi ale deportărilor din timpul ocupației sovietice a Basarabiei și Bucovinei de Nord. În septembrie (2015), la instrucțiunile sale și cu participarea personală, un tanc T-34 montat pe teritoriul Brigăzii 2 Infanterie Motorizată „Ștefan Cel Mare” din Chișinău a fost scos din piedestal și transferat la muzeu. Instituția deține, de asemenea, o expoziție în aer liber de echipamente și arme tehnice militare, precum și Complexul memorial „Capul de pod Șerpeni” prin muzeul armatei.

## Vezi si
- Muzeul de Istorie Militară al Bundeswehr
- United States Army Center of Military History⁠(d)
- Casa Centrală a Ofițerilor Armatei Ruse